# Anne-Élisabeth de Saxe-Lauenbourg
Anne Elisabeth de Saxe-Lauenbourg (23 août 1624 à Ratzeburg – 27 mai 1688 à Butzbach), est une duchesse de Saxe-Lauenburg par la naissance et par mariage landgravine de Hesse-Hombourg.

## Biographie
Anne Elisabeth est la fille du duc Auguste de Saxe-Lauenbourg (1577-1656) et de sa première épouse Elisabeth Sophie (1599-1627), la fille du duc Jean-Adolphe de Holstein-Gottorp.
Elle épouse le 2 avril 1665 à Lübeck le comte Guillaume-Christophe de Hesse-Hombourg (1625-1681). Pour Guillaume Christophe, il s'agit de son second mariage. Il a seulement deux filles de son premier mariage de Sophie Éléonore de Hesse-Darmstadt. Le comte, qui connait la princesse qu'à partir d'un portrait, est fâché d'apprendre qu'elle est physiquement handicapée et incapable d'avoir des enfants. Il l'a épousée, comme il l'avait promis, mais cherche bientôt le divorce. Il est prononcé en 1672. Selon certaines sources, il a espéré une énorme dot, cependant, la dot est plutôt modeste. Selon cette théorie, lorsque son argent a été utilisé, Guillaume Christophe soulève son inaptitude et dépose une demande de divorce.
Anna Elisabeth reçoit le château de Philippseck près de Butzbach comme résidence. Elle s'engage dans l'assistance aux pauvres et fonde des écoles à Bodenrod et Maibach. Elle est décédée à Butzbach, le 27 mai 1688, à l'âge de 64 ans, et est enterrée dans la crypte au-dessous du chœur de l'église de Münster (un quartier de Butzbach).